# Генрик Шумський
Генрик Шумський (пол. Henryk Szumski; 6 квітня 1941, Потуліце — 30 січня 2012, Коморув) — польський військовик, генерал дивізії збройних сил ПНР, генерал броні збройних сил Третьої Речі Посполитої. У ПНР командував бронетанковими дивізіями та Сілезьким військовим округом, перебував у ПОРП, керував придушенням Щецинського страйку грудня 1981 року. У Третій Речі Посполитій обіймав посаду начальника генерального штабу, брав активну участь у військовій реформі й інтеграції Польщі до НАТО.

## Служба у ПНР

### Офіцер бронетанкових військ
Народився у сільській родині. З дитинства захоплювався активними іграми, сталкінгом, пригодницькими книгами. Почав працювати залізничником, але у 1961 році вступив до познанської Офіцерської школи бронетанкових військ.
У 1964 році у званні підпоручника прийняв командування взводом у 68-му полку 20-ї танкової дивізії Польської народної армії. З 1966 до 1968 рік — на посаді командира роти. У 1971 році закінчив Академію генерального штабу і в званні капітана призначено начальником штабу 24-го полку 20-ї дивізії. З 1973 року — командир полку. Службу проходив у Старгарді. Під його командуванням полк був відзначений як передова частина збройних сил ПНР. У 1976 році переведено в Ельблонг, командував 16-ю Кашубською бронетанковою дивізією. У 1978 році отримав направлення до Москви, навчався у Військовій академії імені Ворошилова. Повернувшись до Польщі у 1980 році, у званні полковника прийняв командування 12-ї механізованою (мотострілецькою) дивізією у Щецині. За відгуками людей, які його знали, Шумський відрізнявся високою військовою кваліфікацією, різкістю, дисциплінарною вимогливістю — і водночас веселою вдачею і доброзичливістю до товаришів по службі.
Першим командиром 12-ї механізованої дивізії був Войцех Ярузельський — з 1968 року міністр національної оборони, з 1981 року — прем'єр-міністр ПНР, перший секретар ЦК ПОРП, голова Військової ради національного порятунку. У грудні 1970 року дивізія брала участь у придушенні робітничих протестів на Балтійському узбережжі. Шумський перебував в урядущій компартії ПОРП. Згодом він лаконічно пояснив мотиви свого членства: «Як усі».

### Придушення Щецинського страйку
У грудні 1981 року, у перші дні воєнного стану, полковник Шумський командував придушенням страйку протесту на Щецинській корабельні. Персонально операція придушення найбільше пов'язується з його ім'ям. Він віддавав накази своїм військам, координував дії із ЗОМО. Танки дивізії Шумського зносили ворота корабельні. Звертаючись до страйкарів, Шумський називав їхнього лідера Анджея Мільчановського «колишнім прокурором, який відправляв людей на смерть». Це не тільки не відповідало дійсності (під час помічника прокурора Мільчановський не мав жодного стосунку до смертних вироків), а й справляло дивне враження: представник держави намагався скомпрометувати опозиціонера причетністю до держави.
Через місяць, у січні 1982 року, офіційний журнал «Wiadomości Szczecińskie» опублікував інтерв'ю Шумського з різкими нападками на профспілку Солідарність і його лідерів. Згодом Шумський говорив, що такі тексти писалися политруками; сам він повторював надану йому інформацію, яку «вважав достовірною». При цьому Шумський наголосив на тому, що підпорядковані йому війська не застосували зброї, їхні дії не призвели до людських жертв.

### У генеральському званні
Генерал Ярузельський публічно оголосив полковнику Шумському подяку за придушення щецинського страйку. У 1983 році Шумському надано звання генерал бригади. 12-та дивізія тричі отримувала характеристики передового тактичного об'єднання Польської народної армії. У 1984—1986 роках генерал Шумський — начальник штабу Поморського військового округу, з 1986 року — заступник начальника генштабу з оперативних питань. У 1987 році призначено командувачем Сілезького військового округу. У 1988 році — генерал дивізії.

## Генерал нової Польщі
Після Круглого столу й альтернативних виборів 1989 року до влади у Польщі прийшла «Солідарність». Генрик Шумський продовжував службу у Війську Польському, отримав призначення заступником начальника генштабу генерала Стельмашука. За генерала Вілецького очолював управління бойової підготовки генштабу. Він переглянув свою політичну позицію, відмовився від колишньої партійності й ідеології, порозумівся з діячами «Солідарності», яких «неправильно оцінював». При цьому Шумський продовжував вважати правильними свої дії у 1981 році, оскільки, на його погляд, «воєнний стан запобіг гіршій трагедії».
Після відвідування Пакистану у 1993 році Шумський переніс синдром Гієна — Барре. Протягом двох років йому вдалося подолати тяжку хворобу. У 1996—1997 роках генерал Шумський служив у Бюро національної безпеки Польщі (BBN). Займався розробкою нової військової доктрини. Основу доктрини становила тепер інтеграція країни у західні військово-політичні союзи та у миротворчих операціях.
10 березня 1997 року генерал броні Генрик Шумський змінив генерала Вілецького на посаді начальника Генерального штабу. На цей період припав вступ Польщі до НАТО, що вважається головним досягненням Шумського. Завданням армійської реформи Шумський називав приведення польської військової структури у відповідність до стандартів НАТО. Було перетворено командування сухопутними військами, структуру штабів і тактичних військових з'єднань, скорочено чисельність армії. Політично Шумський орієнтувався на президента Александра Квасневського, який представляв «пост-ПОРП». На чолі польського генштабу Шумський висловлював важливу військово-політичну тенденцію: багато генералів комуністичної ПНР у Третій Речі Посполитій зайняли прозахідні позиції, виходячи зі свого розуміння геополітики та національних інтересів.
Перебування Шумського на високій військовій посаді викликало протести радикальних антикомуністів й активістів «Солідарності», особливо у Щецині. Депутат сейму від Виборчої акції Солідарність Збігнєв Шиманьський направив відповідний запит прем'єр-міністру Єжи Бузеку. Депутат нагадував прем'єру роль Шумського у придушенні страйку, його заяви про відданість «ідеям Маркса та Леніна», порушення зобов'язання не заарештовувати страйкарів. На думку Шиманьського, кровопролиттю запобіг не Шумський, а страйкарями-робітниками, які своєю волею утрималися від насильницького опору (хоча мали для цього значний потенціал), і солдатами польської армії, які не бажали стріляти у земляків. Шиманьський вимагав усунути Шумського від керівництва генеральним штабом.
Генерал Шумський залишався на посаді до 28 вересня 2000 року (замінений генералом Понтасом). 6 квітня 2001 року Шумський звільнився в запас. Був членом Ради національної безпеки Польщі. Перебував в Клубі генералів Польської армії (KGWP). Виступав за зміцнення союзу зі США й іншими країнами НАТО, підтримував участь Польщі в Афганській війні у складі ISAF.

## Смерть і похорон
70-річного Генрика Шумського вбили ударом ножа у власному будинку під Варшавою. Поліція швидко знайшла злочинця — ним виявився син загиблого Кшиштоф. Причина полягала у психічному розладі вбивці. Кшиштоф Шумський був визнаний неосудним і поміщений до психіатричної лікарні, на цьому розслідування припинили.
Похований Шумський на цвинтарі Військові Повонзки. У траурній церемонії брали участь міністр оборони Томаш Семоняк, начальник генштабу Мечислав Ценюх, начальник BBN Станіслав Козей, колишній президент Александр Квасневський, колишній міністр оборони Януш Онишкевич, голова KGWP Роман Гармоза, перший польський космонавт Мирослав Гермашевський. Імшу відслужив польовий єпископ Польської народної армії Юзеф Гуздяк. Було зачитано послання Войцеха Ярузельського. Промовці — Семоняк, Ценюх, Кваснєвський, Гармоза — говорили про багаторічну службу покійного, згадували його ділові й особисті переваги, відзначали його роль у вступі Польщі до НАТО. Грудневі події 1981 року не згадувалися.